# Дени Вуковић
Дени Вуковић (27. март 1985) аустралијски је фудбалер српског порекла.

## Репрезентација
За репрезентацију Аустралије дебитовао је 2018. године, наступао и на Светском првенству 2018. године. За национални тим одиграо је 4 утакмице.

## Статистика
| Аустралија | Аустралија | Аустралија |
| Год.       | Ута.       | Гол.       |
| ---------- | ---------- | ---------- |
| 2018       | 4          | 0          |
| Укупно     | 4          | 0          |